# Sex on the Beach (Film)
Sex on the Beach (Originaltitel: The Inbetweeners Movie) ist eine britische Filmkomödie aus dem Jahr 2011. Regie führte Ben Palmer, das Drehbuch schrieben Damon Beesley und Iain Morris. Der Film basiert auf der ebenfalls von Beesley und Morris produzierten Fernsehserie The Inbetweeners und behandelt die Eskapaden der britischen Durchschnitts-Teenagerclique um Will McKenzie, Simon Cooper, Jay Cartwright und Neil Sutherland. Er spielt nach dem Schulabschluss und beschreibt einen anschließenden Kreta-Urlaub; gleichzeitig sollte er als Abschluss der Serie dienen.
In Großbritannien brach der Film den Einspielrekord einer Komödie am Eröffnungswochenende; er brachte an diesem 15,9 Millionen Euro ein. Bis zum 20. November 2011 spielte der am 17. August 2011 in den Kinos des Vereinigten Königreichs gestartete Film £45.028.69m5 (54,25 Mio. €) ein. In Deutschland startete die Aufführung am 2. Februar 2012.
Aufgrund des Filmerfolgs wurde die Fortsetzung Sex on the Beach 2 produziert, die am 6. August 2014 in die britischen Kinos kam. In Deutschland startete der Film am 30. Oktober 2014.

## Handlung
Die jugendlichen Freunde Will, Simon, Jay und Neil sind nicht gerade erfolgreich. Will erfährt von seinem Vater, dass dieser eine jüngere Frau geheiratet hat, Simon wird von seiner Freundin Carli verlassen und Neil hat einen wenig attraktiven Job als Fischverkäufer im Supermarkt. Während sich Jay gerade mit einem Porno beschäftigt, hört er, dass sein Großvater gestorben ist. Immerhin haben alle Jungs aus dieser Loser-Gruppe gerade ihren Schulabschluss geschafft, sehr zur Erleichterung des Schulleiters Mr Gilbert. Sie wollen nun gemeinsam verreisen und Spaß haben. Neil bucht für sie eine Reise nach Malia auf Kreta. Ihre T-Shirts mit der Aufschrift „Pussay Patrol“ zeigen gleich mal, worauf es ihnen ankommt.
Nach ihrer Ankunft auf der Insel sehen sie zunächst ihr heruntergekommenes Hotel, dessen Besitzer einen toten Hund entsorgt und sie davor warnt, Ausscheidungen auf dem Boden zu hinterlassen. Auf der Partymeile werden sie von einer Promoterin in eine angeblich ganz tolle Bar geschickt, die sich jedoch als leer und langweilig erweist. Als die Jungs gerade wieder gehen wollen, kommen die jungen Frauen Alison, Lucy, Lisa und Jane herein. Sie versuchen es erst mit komischem Tanzen, ehe sie die Frauen einfach ansprechen. Will macht sich über Alisons griechischen Freund Nicos lustig, bis er merkt, dass sie es ernst meint. Simon heult Lucy mit seiner Trauer über Carli die Ohren voll. Neil und Lisa sitzen schweigend da, aber dann macht er sich an eine unattraktive, ältere Frau heran. Bei Jay und Jane scheint es gut zu laufen, doch er glaubt, dass die Promoterin auf ihn warte. Trotz des schwachen Auftakts laden die Frauen die Jungs für den nächsten Tag in ihr Hotel ein. Vor der Tür bekommt Jay eine Abfuhr von der Promoterin, nachdem er aufdringlich geworden ist. Simon sieht Carli und versucht mit ihr zu reden, doch deren neuer Geliebter James fährt ihn mit einem Quad an. Sie sagt ihm noch, dass sie in ein paar Tagen auf ein Partyboot gehen wird, was Simon nutzen will. Dann erfährt er jedoch, dass Neil Malia als Urlaubsort ausgesucht hat, weil er wusste, dass Carli auch hier sein würde.
Am nächsten Morgen hören Will und Simon im Hotelzimmer, wie Neil mit der älteren Frau Oralsex hat. Jay liegt währenddessen draußen am Brunnen in einem Ameisenhaufen, wo er betrunken eingeschlafen ist. Im Hotel der Mädels sieht es zunächst gut aus, abgesehen davon, dass Simon Will mit Sonnencreme einen Penis auf den Rücken „zeichnet“. Doch dann gerät Will in einen Streit mit einer Familie, die ein behindertes Kind hat und deren Handtücher die Jungs weggeworfen haben. Jay hat außerdem Ärger mit einem kleinen Jungen, den er in den Pool stößt. Das Kind ist Nichtschwimmer, wird aber von anderen Gästen gerettet.
Die Jungs müssen die Anlage verlassen, woraufhin Jay und Simon in einen handfesten Streit geraten. Will und Neil ziehen ihre beiden Freunde auseinander und gehen mit ihnen zunächst getrennt weiter. Da Simon unbedingt ein Ticket für das Partyboot kaufen will, verkauft er auf der Promenade all seine Kleidung an James, der jedoch nicht bezahlt und Simon nackt zurücklässt. Zur gleichen Zeit zerreißt Jay wütend zwei der vier Partyboot-Tickets, die er als Überraschung gekauft hat. Mit Neil geht er in einen Club, wo sie statt attraktiver Stripperinnen einen Mann bei der Autofellatio sehen. Dort treffen sie auch auf James, der sie vor seinen Freunden deutlich zurückweist.
Am Abend treffen sich die vier Jungs wieder in der gleichen Bar wie am Vortag und versöhnen sich. Die vier jungen Frauen kommen auch wieder herein und schlagen vor, gemeinsam nackt im Meer zu baden. Jane versucht Jay zu küssen, aber als Passanten sich über ihr Übergewicht lustig machen, ist es Jay peinlich und sie geht weg. Alison lässt Will überraschend ihre Brust anfassen, nachdem sie ihm zuvor etwas von einer Beziehung im nächsten Jahr erzählt hatte. Doch als er seine verlorene Brille im Sand sucht, entdeckt er Nicos beim Sex mit einer anderen Frau, woraufhin Alison wütend wegläuft. Lucy und Simon kommen sich im Wasser näher, bis dieser Carli sieht und sich mehr für seine Exfreundin interessiert. Die vier Jungs sind frustriert und besaufen sich exzessiv.
Am nächsten Tag treffen sich die Jungs und Mädels wieder am Strand. Will hat einen heftigen Kater, doch Alison gibt ihm Nicos Ticket für das Partyboot und Lucy gibt Simon nach seiner Entschuldigung ihre Karte, damit er zu Carli aufs Boot gehen kann. Damit sind alle vier Jungs dabei. Als Simon einen Streit zwischen Carli und James beobachtet, küsst sie ihren Exfreund leidenschaftlich, um James eifersüchtig zu machen, woraufhin Simon sich ausgenutzt fühlt. Die anderen drei Paare (Jay und Jane, Will und Alison, Neil und Lisa) kommen sich näher. James macht sich über Janes Figur lustig. Aus Rache gibt Jay ihm zum Kokain-Schnupfen einen 20-Euro-Schein, den er als Bestechungsgeld in seinem Hintern aufbewahrt hat. Dadurch hat James Scheiße in der Nase, womit er alle Frauen anekelt. Während Lisa und Neil sich aneinander reiben, ist sie wegen seiner Freundin zurückhaltend, doch dann behauptet Neil, dass sie sich vor dem Urlaub getrennt hätten, was er jedoch nicht verraten wollte. Simon erkennt schließlich, dass Lucy für ihn wertvoller ist als Carli. Er springt vom Dach des Partyboots ins Meer, um ans Ufer zu schwimmen. Er kommt jedoch nicht weit und muss mit einem Hubschrauber gerettet werden.
Nach der Party auf dem Boot besuchen die Jungs und Mädels Simon im Krankenhaus. Nachdem er sich erholt hat, verbringen die neuen Paare den Rest des Urlaubs gemeinsam. Am Flughafen in England treffen sie auf die Eltern der Jungs. Neil läuft weg, als er seine Freundin sieht, die er mit Lisa doch betrogen hat. Währenddessen fährt Mr Gilbert betrunken und im Rambo-Outfit auf einem Quad durch Malia.

## Rezeption und Kritik
The Inbetweeners Movie wurde in Deutschland von den Rezensenten regelmäßig mit dem Genre-verwandten American Pie verglichen.
Filmstarts.de urteilte unbeeindruckt: „Mit Sex on the Beach fügt Ben Palmer dem komödiantischen Subgenre „Jungs mit Hormonüberschuss“ wenig Neues hinzu.“ Kino.de konnte dem Film positive Seiten abgewinnen: „Mit bissigem, kantigen Humor konfrontiert der Film so ziemlich alle Träume der Jungs mit der verkaterten Wirklichkeit. […] Die deftige britische Komödie spart nicht mit vulgären Zutaten, bleibt aber dennoch geerdet.“
Der Film war in Großbritannien außerordentlich erfolgreich. Inhaltlich bildete er den Abschluss der Serie The Inbetweeners. Fraglich blieb, warum der Film, der inhaltlich an die letzte Staffel anschließt, in Deutschland in die Kinos gebracht wurde, wo die Serie bis dahin nie gezeigt worden war und es zudem zum deutschen Kinostart keine konkreten Pläne zur deutschen Erstausstrahlung vorlagen.
Der Film wurde nur in kleinen Teilen auf Kreta gedreht. Die meisten Aufnahmen wurden auf Mallorca unter anderem in den Orten Magaluf und Peguera gedreht. Die Szene zu Beginn im Bus entstand auf der Küstenstraße MA 10. Das grauenvolle Hotel der Jungs befindet sich am Ortsrand von Puerto Soller im Westen Mallorcas. Die legendäre Ruine ist Ausgangspunkt diverser Wanderungen und seit Jahren dem kompletten Verfall preisgegeben.